# دين غريفيثز
دين غريفيثز (بالإنجليزية: Dean Griffiths) هو منافس ألعاب قوى جامايكي، ولد في 27 يناير 1980.

## وصلات خارجية
- دين غريفيثز على موقع الاتحاد الدولي لألعاب القوى (الإنجليزية)
- دين غريفيثز على موقع أوليمبيديا (الإنجليزية)
- دين غريفيثز على موقع اتحاد ألعاب الكومنولث (مؤرشف) (الإنجليزية)